# Мері Доран
Мері Доран (англ. Mary Doran; 8 вересня 1910, Нью-Йорк — 6 вересня 1995, там же) — американська актриса кіно. Вона зіграла в більш ніж 80 фільмах між 1927 і 1944 роками.

## Часткова фільмографія
1. 1929: Дівчинка в шоу / The Girl in the Show — Конні Бард
2. 1929: Їх власне бажання / Their Own Desire — Сюзанна
3. 1929: Бродвейська мелодія / The Broadway Melody — Фло, болндинка
4. 1929: Суд над Мері Дуган / The Trial of Mary Dugan — Полін Аггуерро
5. 1929: Нью-йоркські ночі / New York Nights — Руті Дей
6. 1930: Вони дізналися про жінок / They Learned About Women — Дейзі Ґебгард
7. 1930: Розлучена / The Divorcee — Дженіс Мередіт
8. 1930: Гріхи дітей / The Sins of the Children — Лора
9. 1930: Дистанційне керування / Remote Control — Маріон Фергюсон
10. 1930: Наші сором'язливі наречені / Our Blushing Brides — Елоїза, манекен
11. 1931: Кримінальний кодекс / Criminal Code — Гертруда Вільямс
12. 1932: Красуня і босс / Beauty and the Boss — Olive 'Ollie' Frey
13. 1932: Дивна любов Моллі Лувен / The Strange Love of Molly Louvain — Dance Hall Girl
14. 1932: Міс Пінкертон / Miss Pinkerton — Флоренц Ленс
15. 1932: Божевілля кіно / Movie Crazy — Марджі
16. 1935: Вбивство на флоті / Murder in the Fleet — Дженні Лейн
17. 1936: Прикордонний патрульний / The Border Patrolman — Майра